# Амадей Португальський
Амаде́й Португа́льський, народжений як Жуа́н Ме́ндіш да Сі́лва  (порт. João da Silva e Meneses; 1420, Алентежу Португалія — 10 серпня 1482, Мілан, Італія) — францисканський монах, засновник реформованого, нині зниклого, францисканського ордена амадеїтів, який був названий його ім'ям. блаженний римо-католицької церкви

## Біографія
Жуан Мендіш да Сільва народився в 1420 році в багатій аристократичній родині. Його батьком був 1-й Алкальд Кампо Майора, а мати — Ізабелла Менезіш, дочка — 1-го графа Віла Реала і 2-го графа Віла-Алентежу. Його сестрою була свята Беатріс Менезіш да Сілва. У вісімнадцять років він одружився, але не став жити з дружиною, вирушивши на службу в армію.
У 1442 році, коли йому було двадцять років, поступив в монастир Санта-Марія-де-Гуаделупе чернечого ордену єронімітів в Гуадалупе (Іспанія). Через десять років, залишивши монастир, вирушив до Гранади, щоб проповідувати мусульманам, за що там був схоплений, побитий і відправлений назад у Гуадалупе. Потім він вирушив до Північної Африки, але судно, на якому він плив, було захоплено штормом і повернулося до Португалії.
11 грудня 1452 року він здійснив паломництво до Ассізі, де познайомився з францисканцями, після чого став мандрувати по Італії, взявши собі ім'я Амадей. Через деякий час він повернувся до Ассізі, щоб вступити у францисканський монастир, але францисканці не прийняли його. Тоді він протягом наступних трьох років жив біля монастиря на вулиці, жебракуючи. Коли в Ассізі прибув генерал францисканського ордену, Амадей звернувся до нього з проханням вступити в монастир і був ним прийнятий у францисканський орден. Амадей жив у різних францисканських монастирях. Коли Амадей жив в Мілані, він захотів реформувати францисканський орден, бажаючи зробити орден більш аскетичним. У 1469 році він при заступництві міланського архієпископа заснував новий монастир, в якому став проводити реформи. Генерал францисканського ордена Франсческо делла Ровере, майбутній папа Сикст IV, підтримав його починання. Незабаром почали відкриватися нові монастирі реформованого францисканського ордена в Італії.
Амадей помер 10 серпня 1482 року в Мілані. Після смерті Амадея Португальського ченці, заснованих ним реформованих францисканських монастирів, стали називати себе його ім'ям — амадеїти. Усього таких монастирів, які дотримувалися ідей Амадея Португальського, було в Італії двадцять вісім, один монастир був в Римі. У 1568 році громада амадеїтів припинила своє існування після того, як Римський папа Пій V об'єднав монастирі амадеїтів з францисканцями-обсервантами.

## Твори
Амадей Португальський написав невелику книгу «De revelationibus et prophetiis» («Про одкровення і пророків»).

## Шанування
Кілька одкровень, які трапилися у Амадея, його активна діяльність по реформуванню францисканського ордену привели до поширення його шанування. Болландісти у своїх «Acta Sanctorum» згадують Амадея Португальського як блаженного, хоча з боку Святого Престолу не було офіційного акту беатифікації.